# Furuskär (öster om Perkala, Iniö)
Furuskär är en ö i Finland. Den ligger i Skärgårdshavet och i kommunen Pargas i landskapet Egentliga Finland, i den sydvästra delen av landet. Ön ligger omkring 44 kilometer väster om Åbo och omkring 190 kilometer väster om Helsingfors.
Öns area är 5,9 hektar och dess största längd är 390 meter i öst-västlig riktning. Ön höjer sig omkring 10 meter över havsytan.